# Una coppia di scoppiati
Una coppia di scoppiati (I'm Not Rappaport) è un film del 1996 scritto e diretto da Herb Gardner, trasposizione della commedia Rappaport dello stesso Gardner.

## Trama
Tutti i giorni gli ottantenni Nat e Midge si incontrano sulla stessa panchina di Central Park. Nat, ebreo bianco, è nevrotico, chiacchierone, filosofo strampalato e combinaguai. Midge, afroamericano mezzo cieco, è un custode condominiale a rischio di pensionamento.
Clara, figlia di Nat, è preoccupata per le persone che suo padre può incontrare, come Cowboy, uno spacciatore indebitato con la giovane Laurie, e J.C., un rapinatore violento.